# Frances Lankin
Pour les articles homonymes, voir Lankin.
Frances Lankin (née le 16 avril 1954) est une femme politique provinciale et fédérale canadienne de l'Ontario. Elle fut présente à l'Assemblée législative de 1990 à 2001 et servit aussi comme ministre dans le cabinet du gouvernement de Bob Rae.
Elle est nommée sénatrice en mars 2016, par le premier ministre Justin Trudeau.

## Biographie
Née à London en Ontario, Lankin commença sa carrière en tant que directrice d'un centre de soin pour enfant avant d'entamer des études en criminologie à l'Université de Toronto. Incapable de trouver un emploi dans son domaine d'étude en raison d'un gel des embauches, elle devient gardienne de prison. Gardienne dans la prison pour homme de Don Jail (en), elle prit part active dans l'Ontario Public Service Employees Union (en) (OPSEU).

## Politique provinciale
Tentant d'être élue députée néo-démocrate de Riverdale, elle perdit face à David Reville (en).
Élue dans Beaches—Woodbine en 1990, elle devient ministre des Services gouvernementaux (en) en octobre 1990. Durant son passage au ministère, elle annonce que les conjoints de même sexe des fonctionnaires provinciaux seront désormais éligibles aux assurances médicales des employés de l'État.
Promue ministre de la Santé (en) en avril 1991, elle développe rapidement la réputation d'être l'une des ministres les plus efficaces du gouvernement. Mutée au Développement économique et au Commerce (en), le gouvernement Rae ne survit par aux élections de 1995 bien que Lankin soit réélue dans sa circonscription.
Devenue critique néo-démocrate en matière de finances et whip, elle tente de se faire élire chef du Nouveau Parti démocratique lors de la course à la chefferie (en) en 1996. Elle devance Tony Silipo (en) et Peter Kormos (en), mais termine derrière Howard Hampton.
Réélue dans la nouvelle circonscription de Beaches—East York en élections de 1999, elle démissionne en 2001 pour devenir présidente-directrice-générale de United Way Toronto.

## Politique fédérale
En 2009, elle est faite membre du Conseil privé de la Reine pour le Canada par le premier ministre Stephen Harper de par sa nomination au Comité de surveillance des activités de renseignement de sécurité (en), comité chargé de surveiller les activités du Service canadien du renseignement de sécurité.
Entretemps, Lankin est faite membre de l'Ordre du Canada en raison de sa contribution à la justice sociale en tant que politicienne et administratrice de service sociaux, championne du droit des femmes et des désavantagés. Elle reçoit également des doctorats honorifiques en Droit des universités Queen's, Ryerson  et de Windsor ainsi qu'un doctorat honorifique en Éducation de l'Université de Nipissing.
Lankin reçut également plusieurs autres prix et récompense:
Nommée au Sénat par le premier ministre Justin Trudeau en mars 2016, elle siège sur le Comité des parlementaires sur la sécurité nationale et le renseignement.